# Laura Gordon
Laura Gordon est une actrice australienne, surtout connue pour son rôle dans Saw 5.

## Filmographie sélective

### Cinéma
- 2004 : Tom White : Secrétaire
- 2008 : Saw 5 : Ashley
- 2009 : Apricot : Madeline
- 2011 : Face to Face : Julie
- 2024 : Late Night with the Devil : Dr. June Ross-Mitchell

### Télévision
- 2008 : Legend of the Seeker : L'Épée de vérité (S1.Ep3) : Lilly
- 2009 : City Homicide : L'Enfer du crime (S3.Ep11) : Andrea Neades
- 2011 : Bed of Roses (S3.Ep7) : Donna Fricker
- 2016 : Hunters (S1) : Abby Caroll
- 2019 : Secret City : Caroline "Cal" Treloar
- 2019 : Reef Break (S1.Ep5 - 6 - 8 - 10 - 12 - 13) : Sergent Kristy Ellis